# Glorieta de la Estrella
La glorieta de la Estrella (también denominada como rotonda o plaza) es una céntrica fuente ornamental de la ciudad española de Alicante. Está situada, a modo de rotonda, en la confluencia de las transitadas avenidas de Óscar Esplá, Aguilera, Salamanca, Maisonnave y la calle Churruca, a unos metros de la estación de tren de Alicante, y es un punto común de los barrios de Ensanche-Diputación, Benalúa y Alipark. Desde 1997, la fuente acoge una emblemática escultura metálica rotatoria de Eusebio Sempere, llamada Como una estrella.

## Descripción

### Rotonda
La fuente, de planta circular y 20 m de diámetro, genera una lámina de agua que cae continuamente a modo de cascada por todo su perímetro. Si se cuentan los tres carriles de tráfico rodado que rodean la fuente, el conjunto alcanza los 50 metros de diámetro, lo que hace una superficie total de unos 1900 m². La rotonda consta de 9 accesos: dos por cada sentido de las cuatro avenidas y uno más para la calle (que solo tiene un carril en un sentido). Los accesos de entrada a la avenida Maisonnave y la calle Churruca solo están permitidos al transporte público urbano. En los alrededores de la rotonda se pueden encontrar diferentes construcciones de interés: el edificio Reyes de Anta-Barrio, que fue el primero de la ciudad construido con un sótano accesible para vehículos; un edificio del centro comercial El Corte Inglés; la antigua sede de la Caja de Ahorros del Mediterráneo (hoy Banco Sabadell); el teatro Arniches; el paseo de la avenida de Óscar Esplá; y las instalaciones ferroviarias de la estación de Alicante, que cuentan con uno de los ficus monumentales (árbol protegido de grandes dimensiones) de la ciudad.

### Escultura
La obra de Eusebio Sempere se sitúa en el centro de la fuente y se titula Como una estrella. Consiste en un dodecaedro del que, de cada cara, salen una cincuentena de tubos paralelos de acero inoxidable, con longitudes comprendidas entre los 60 cm y los 2,35 m. Toda la estructura, que se asemeja a una estrella, está elevada y se sujeta a la base a través del eje de un motor que la hace girar. Inicialmente la obra fue donada por Sempere a la ciudad de Alicante tras la inauguración del Museo de la Asegurada. En 1978 se colocó en el Portal de Elche, pero se retiró de allí y se guardó en unos almacenes. El emplazamiento actual de la obra data de 1996, cuando se aprobó el proyecto para la fuente de la plaza. Fue restaurada en diciembre de 2015.